# HansaWorld
HansaWorld ist ein ursprünglich aus Schweden stammender Softwarehersteller, der auf die Entwicklung von integrierten Business-Anwendungen spezialisiert ist. Die überwiegende Mehrheit der Installationen werden in kleinen und mittelständischen Betrieben eingesetzt. Allerdings verwenden auch Niederlassungen großer internationaler Unternehmen HansaWorld.

## Produktstrategie
HansaWorlds Benutzeroberfläche wurde im Jahr 1988 ursprünglich für Apple Macintosh entwickelt. Im Jahr 1994 wurde  sie nach Windows und später nach Unix und Linux portiert. 
HansaWorld wird in der Programmiersprache C++ entwickelt. Es bedient sich einer eigenen Technologie für Datenbankdesign und integriert zur Netzwerkkommunikation TCP/IP nativ. Dadurch ist es möglich HansaWorld ohne zusätzliche Software im WAN auf unterschiedlichen Plattformen zu betreiben. Derzeit ist das Programm  für Windows 2000, XP und Vista, Mac OS X, Unix, Linux, SunOS sowie Symbian OS S60 und S80 verfügbar. HansaWorld ist auch für IBMs eServer zertifiziert und läuft auf xSeries, pSeries, iSeries und zSeries.
HansaWorld bietet ein großes Spektrum von integrierten E-Business-Anwendungen, wie interne und externe E-Mail, unterschiedliche Webshop-Lösungen sowie Unterstützung von PDA-Geräten. Zusätzlich ermöglicht HansaWorld den Aufbau von Unternehmensportalen.

## Produkte
- HansaWorld Enterprise ist eine ERP- und CRM-Suite und bietet in 45 Modulen Funktionen wie Finanzbuchhaltung, Kostenrechnung, Logistik, Kassensysteme, Projektmanagement, Job-Costing, CRM, E-Mail und E-Commerce. Die Anzahl der Benutzer variiert von 10 bis über 250 Benutzer pro System.
- HansaWorld Express ist eine integrierte Geschäftsanwendung für kleine und mittlere Unternehmen (mit bis zu zehn gleichzeitig arbeitenden Benutzern). Die Basisfunktionalität von HansaWorld Express deckt Finanzbuchhaltung, Kostenrechnung, Logistik, Pipeline-Management sowie eine Reihe von speziellen Anwendungen für verschiedene Branchen ab.
- FirstOffice ist eine Buchhaltungs- und Kontaktmanagementanwendung für kleine Unternehmen und Selbständige für ein bis vier Benutzer mit Funktionen wie Customer-Relationship-Management, Auftragsabwicklung, Lagerverwaltung, Angebotsverwaltung, Mail-Kampagnen (Brief und E-Mail), Teillieferungen und automatische Rechnungserstellung.
- BusinessPhone ist ein mehrbenutzerfähiges Adressbuch  mit Telefoniefunktion über Skype oder ein SIP-Telefon.
- SmartApps ist eine Anwendung zur mobilen Datenerfassung in Verbindung mit HansaWorlds anderen Anwendungen.